# Salia anyte
Salia anyte là một loài bướm đêm trong họ Noctuidae.